# Pino Grasso
Giuseppe Grasso, noto anche con lo pseudonimo di Pino (Portoferraio, 21 febbraio 1938 – Civitavecchia, 2 novembre 2018), è stato un giornalista, editore e corrispondente italiano.

## Biografia
Nato da famiglia aristocratica di armatori di origine siciliana, Giuseppe nasce a Portoferraio, paese costiero sull'isola toscana dell'Elba in provincia di Livorno, dove si trovavano per il lavoro del padre Carmelo, che era pilota del porto.
Pino è il più grande di tre fratelli, infatti negli anni a seguire avrà altre due sorelle: prima Anna, poi Giuseppa (detta Pina).

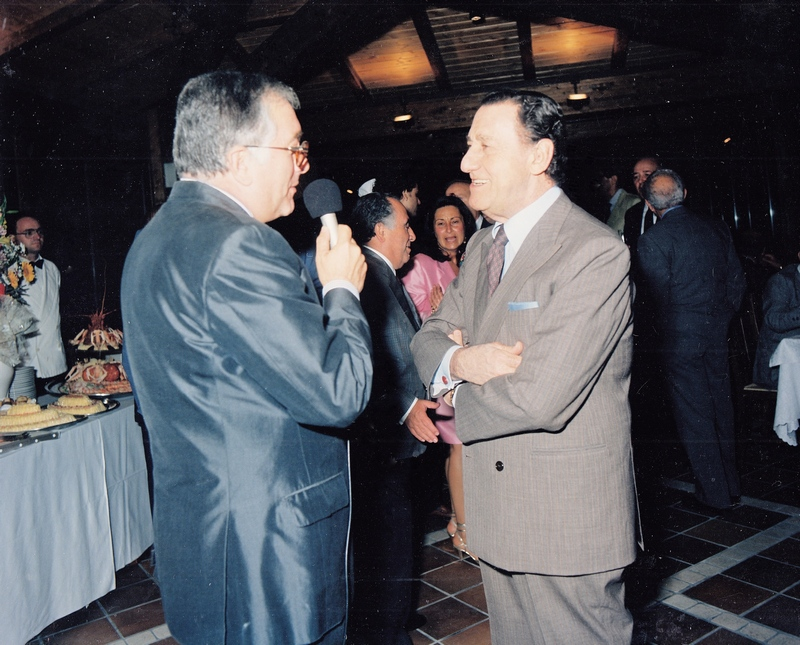
Pino Grasso mentre intervista l'attore Alberto Sordi

Da giovane, intorno ai 24 anni, si trasferirà a Civitavecchia, dove comincerà la sua carriera da giornalista.
Da lì a qualche anno, proprio a Civitavecchia conosce una giovane ragazza allumierasca di nome Velia Moraldi, vincitrice del titolo di miss fontana tonda (concorso regionale di qualificazione a Miss Italia), che dopo pochi anni diventerà sua moglie.
Tante le amicizie di Pino Grasso nello star system italiano, dal cinema alla televisione. Tanti i nomi della musica nella cerchia di Grasso: Lucio Dalla, Raffaella Carrà, Mia Martini, Rita Pavone, Patty Pravo e la grande Mina, con la quale avrà un grande rapporto di amicizia che lo porterà ad essere l'unico giornalista invitato alle sue nozze segrete nel 1970 a Trevignano Romano sul Lago di Bracciano con il suo fidanzato, il giornalista Virgilio Crocco.
Innumerevoli amici anche nel mondo dello spettacolo e del cinema, una su tutte quella con l'attrice romana Elena Fabrizi (meglio conosciuta con il nome di Sora Lella), assidua frequentatrice di casa Grasso.
Nel gennaio 1973 Pino Grasso diventa padre, grazie alla nascita del figlio Massimiliano.
Pino Grasso muore dopo una lunga malattia il 2 novembre 2018, in una clinica privata a Civitavecchia.

## Carriera
La carriera giornalistica di Pino Grasso inizia come redattore del quotidiano romano Il Tempo.
Poi a Roma nella redazione di via del tritone de Il Messaggero.
Dal 1980, Giuseppe Grasso è stato, prima direttore, e poi presidente dell'emittente televisiva Telecivitavecchia per oltre 20 anni di fila.
Da sempre promotore del territorio di Civitavecchia, sua città adottiva, ha sottolineato la grande capacità della città come location di film e realizzazioni televisive. Proprio per questo motivo, proprio Grasso spingerà l'idea della realizzazione di un polo di produzione cine-tele-audiovisivo che dopo anni di lavori e progettazione sorgerà nel complesso di Torre Europa.
Pino Grasso si è fatto apprezzare nelle redazioni per la sua schiettezza, per la battuta sempre pronta e per il rigore nella ricerca della notizia. Per lui il giornalismo è sempre stato serietà. È stato addetto stampa del Consorzio Autonomo del Porto (oggi Autorità di sistema portuale) e contestualmente un elemento di spicco del panorama giornalistico locale. 
Grasso è stato direttore responsabile del quotidiano La Provincia dal 2014 sino alla sua morte nel 2018, oltre a far parte del consiglio di amministratore dell'editore Editoriale la Provincia.
Pino Grasso è stato corrispondente territoriale per numerose agenzie come l'Ansa e nazionale italiano per Associated Press, CNN, AFP, BBC News e Reuters.